# Protetorado Britânico da África Central
O Protetorado Britânico da África Central foi um protetorado proclamado em 1889 e ratificado em 1891 que ocupava a mesma área do atual Maláui. Sua capital era a cidade de Zomba, no centro-sul do território. Foi renomeado para Niassalândia em 1907.
O interesse britânico na área surgiu das visitas de David Livingstone a partir de 1858 em diante durante sua exploração da região do Zambeze. Isso encorajou a atividade missionária a partir da década de 1860, seguida por um pequeno número de colonos. O governo português tentou reivindicar muito desta área, mas suas reivindicações foram contestadas pelo governo britânico. Para prevenir uma expedição portuguesa que reivindicasse uma ocupação efetiva, um protetorado foi proclamado, primeiro no sul desta área, e depois em todo o país em 1889. Após as negociações com os governos português e alemão em seus limites, o protetorado foi formalmente ratificado pela Governo britânico em maio de 1891.
Sir Henry Hamilton Johnston foi comissário de 1 de fevereiro de 1891 a 16 de abril de 1896. Além de estabelecer a administração e a polícia, ele concedeu terras aos agricultores para plantação e às empresas de mineração, gradualmente despojando os nativos, que não estavam familiarizados com o processo legal. O café tornou-se a principal cultura comercial.